# Шляпная булавка
Шля́пная була́вка (англ. hatpin) — традиционный женский аксессуар, булавка с декоративной головкой, служащая для крепления шляпки к волосам или декоративных элементов (лент, цветов) к шляпке.
Шляпные булавки известны со времен Средневековья. В XV веке небольшие булавки использовались для крепления намиток и вуалей, покрывавших волосы женщины. Пик популярности аксессуара приходится на XIX—XX века. Шляпные булавки этого периода похожи на мужские галстучные булавки, они также имеют относительно небольшое ювелирное навершие, изготавливавшееся из драгоценных металлов и камней, резной кости, жемчуга, перламутра, и, как правило, съёмный наконечник-предохранитель на обратный конец. Разница заключается в длине, дамские булавки были длиннее мужских и составляли 10—20 см в длину. Чрезмерная длина шляпных булавок в начале XX века становилась объектом насмешек и высмеивалась в карикатурах. Известны случаи, когда шляпные булавки становились орудием самообороны или преступления, а также причиной несчастных случаев в транспорте, в связи с чем в Европе и США принимались законы для ограничения ношения слишком длинных булавок и без защитного навершия.